# Marian Horst
Marian Horst (ur. 25 marca 1917 w Zakrzewie, zm. 4 sierpnia 2001 w Pile) – polski lekarz bakteriolog i epidemiolog, działacz społeczny związany z Pograniczem i Piłą.

## Życiorys
W 1937 ukończył gimnazjum polskie w Bytomiu, następnie studiował medycynę na Uniwersytecie Wrocławskim. Działacz Związku Polaków w Niemczech od 1934 i Związku Akademików Polaków w Niemczech od 1937. W czerwcu 1939 wraz z pozostałymi studentami–Polakami został relegowany z uczelni przez władze nazistowskie. Podczas II wojny światowej, w latach 1939–1940 przymusowo służył w Wehrmachcie, jednak został z niego zwolniony po kilku miesiącach jako "niegodny noszenia munduru". Studia medyczne dokończył w latach 1945–1948 w Poznaniu na Uniwersytecie Poznańskim. W 1950 uzyskał doktorat z dziedziny nauk medycznych na Uniwersytecie Poznańskim. W Poznaniu pracował kolejno w Zakładzie Mikrobiologii Lekarskiej Akademii Medycznej i jako adiunkt w Oddziale Bakteriologii Filii Państwowego Zakładu Higieny.
W latach 1952–1961 był dyrektorem Miejskiej Stacji Sanitarno–Epidemiologicznej w Pile, a od 1966 dyrektorem Szpitala Miejskiego. Sprawował mandat radnego Miejskiej Rady Narodowej (przez trzy kadencje) i Powiatowej Rady Narodowej (jedną kadencję). Był wieloletnim prezesem pilskiego oddziału Polskiego Towarzystwa Lekarskiego. Należał do inicjatorów powstania Towarzystwa Miłośników Miasta Piły w 1982, pełnił w nim różne funkcje (prezes, wiceprezes, członek zarządu). Współtworzył również Stowarzyszenie "Wisła–Odra" w 1985.